# Kanat de Khoy
El Kanat de Khoy fou un kanat iranià de la província de l'Azerbaitjan.
La ciutat de Khoy va ser habitada i governada pel clan kurd Donboli, un grup kurd procedent d'Anatolia, on apareixen des del segle xiv aC. El 1530 Hajji Beg Donboli, fill de Sheikh Ahmad Beg, va rebre el govern sobre Khoy i Sokmanabad del safàvidda Shah Tahmasp II i va poder estendre el govern de la seva família sobre tota la regió i finalment també sobre la ciutat de Tabriz, on una altra branca va governar el kanat de Tabriz.

## Línia de kans de Khoy
- Shahbaz Khan I (descendent de Hajji Beg), va morir 1731, 1r Khan de Khoy
- Najaf Qoli Khan I (el seu fill), nascut 1713, †1785, va governar del 1731 al 1785; el 1734 va entrar al servei de Nader Shah Afshar i esdevingué mosqueter en cap, va participar en la campanya de l'Índia, i es va titular amir ol-'omara ("Comandant de comandants"), del 1742 al 1785 fou beglerbegi (governador-general) de Tabriz, el 1769 governador de Khoy, i segon kan de Khoy
- Shahbaz Khan II (el seu nebot), †1773, el 1744 es va unir al seu oncle en el servei de Nader Shah Afshar, el 1750 es va aliar amb l'afganès Azad Khan i el 1757 amb Mohammad Hassan Khan Qajar (pare de Agha Mohammad Khan); el 1762 es va aliar a Karim Khan Zand; del 1747 al 1763 fou governador de Khoy i Salmas, tercer Khan de Khoy
- Ahmad Khan (el seu germà), 1735, †1786, governador de Khoy del 1763 al 1786, quart Khan de Khoy
- Hossein Qoli Khan (El seu fill), 1756, †1798, governador de Khoy de 1786 a 1793 i de 1797 a 1798; el 1791 es va aliar amb Agha Mohammad Khan i la seva dinastia Qajar, i va esdevenir governador de Tabriz, Khoy i Ardabil; el 1792 es va titular amir ol-'omara ("comandant en cap") i beglerbegi ("governador-general") d'Azerbaidjan; el 1793 va perdre el favor del tron però el 1797 va ser restablert per Fath Ali Shah Qajar en tots els càrrecs; fou el cinque kan de Khoy
- Jafar Qoli Khan (El seu germà), †1814, fou governador de khoy (1793–1797 i 1798–1799); el 1800 va emigrar a Rússia i va esdevenir (1806-1814) governador de Shekki; fou el sisè Khan de Khoy
- Mohammad Sadegh Khan (fill de Hossein Qoli Khan), amir ol-'omara, 1798–1813 governador d'Azerbaidjan; setè kan de Khoy.[1][2][4]

## Llista de kans
- Shabaz Khan I ?- 1731
- Najaf Quli Khan 1731-1785
- Sahbaz Khan II ibn Murtuzaqulu 1747 - 1763 (governador des de 1742 o 1744, per absència de Najaf, governador de Tabriz)
- Ahmad Khan Dumbuli o Donboli 1763 - 1786 (governador per absència de Najaf que era a Tabriz)
- Hussein Kuli Khan Dumbuli o Donboli 1786-1793 i 1797-1798
- Djafar Kuli Khan Dumbuli o Donboli 1786 - 1797 i 1798-1799 (governador de Shakki del 1806 al 1814)
- Mohammad Sadegh Khan Dumbuli o Donboli 1799-1813